# Şəkərbəy
Şəkərbəy è un comune dell'Azerbaigian situato nel distretto di Gədəbəy. Conta una popolazione di 3 012 abitanti.